# Маккаллох, Конор
Конор Маккаллох (англ. Conor McCullough; род. 31 января 1991, Вудленд-Хиллз, Калифорния) — американский легкоатлет, специалист по метанию молота. Выступает за сборную США по лёгкой атлетике с 2008 года, обладатель бронзовой медали Панамериканских игр, чемпион мира среди юниоров, победитель и призёр первенств национального значения, участник летних Олимпийских игр в Рио-де-Жанейро.

## Биография
Родился 31 января 1991 года в Вудленд-Хиллз, Лос-Анджелес. Сын известного ирландского метателя молота Конора Маккаллоха, трёхкратного чемпиона Ирландии, участника Олимпийских игр 1984 и 1988 годов.
Впервые заявил о себе на международном уровне в сезоне 2008 года, когда вошёл в состав американской национальной сборной и выступил на юниорском мировом первенстве в Быдгоще, где в зачёте метания молота выиграл серебряную медаль — уступил здесь только своему соотечественнику Уолтеру Хеннингу.
В 2010 году, уже будучи студентом Принстонского университета, представлял страну на юниорском мировом первенстве в Монктоне — на сей раз с рекордом чемпионата 80,79 превзошёл всех соперников и завоевал золото.
Пытался пройти отбор на Олимпийские игры 2012 года в Лондоне, но на национальном олимпийском отборочном турнире с результатом 73,55 занял лишь четвёртое место.
Перейдя в 2014 году в Университет Южной Калифорнии, в последующие годы активно выступал на различных студенческих соревнованиях, в частности становился чемпионом и призёром по метанию тяжестей в первом дивизионе Национальной ассоциации студенческого спорта.
В 2015 году взял бронзу на Панамериканских играх в Торонто, отметился выступлением на чемпионате мира в Пекине.
Став третьим на национальном олимпийском отборе в Юджине, удостоился права защищать честь страны на Олимпийских играх 2016 года в Рио-де-Жанейро — на предварительном квалификационном этапе метания молота показал результат 72,88 метра, чего оказалось недостаточно для выхода в финал.
В 2019 году в первый и единственный раз победил на чемпионате США по лёгкой атлетике, установив при этом свой личный рекорд — 78,14 метра. На чемпионате мира в Дохе с результатом 74,88 в финал не вышел.